# Flughafen Dakar-Blaise Diagne

i7
i11
i13

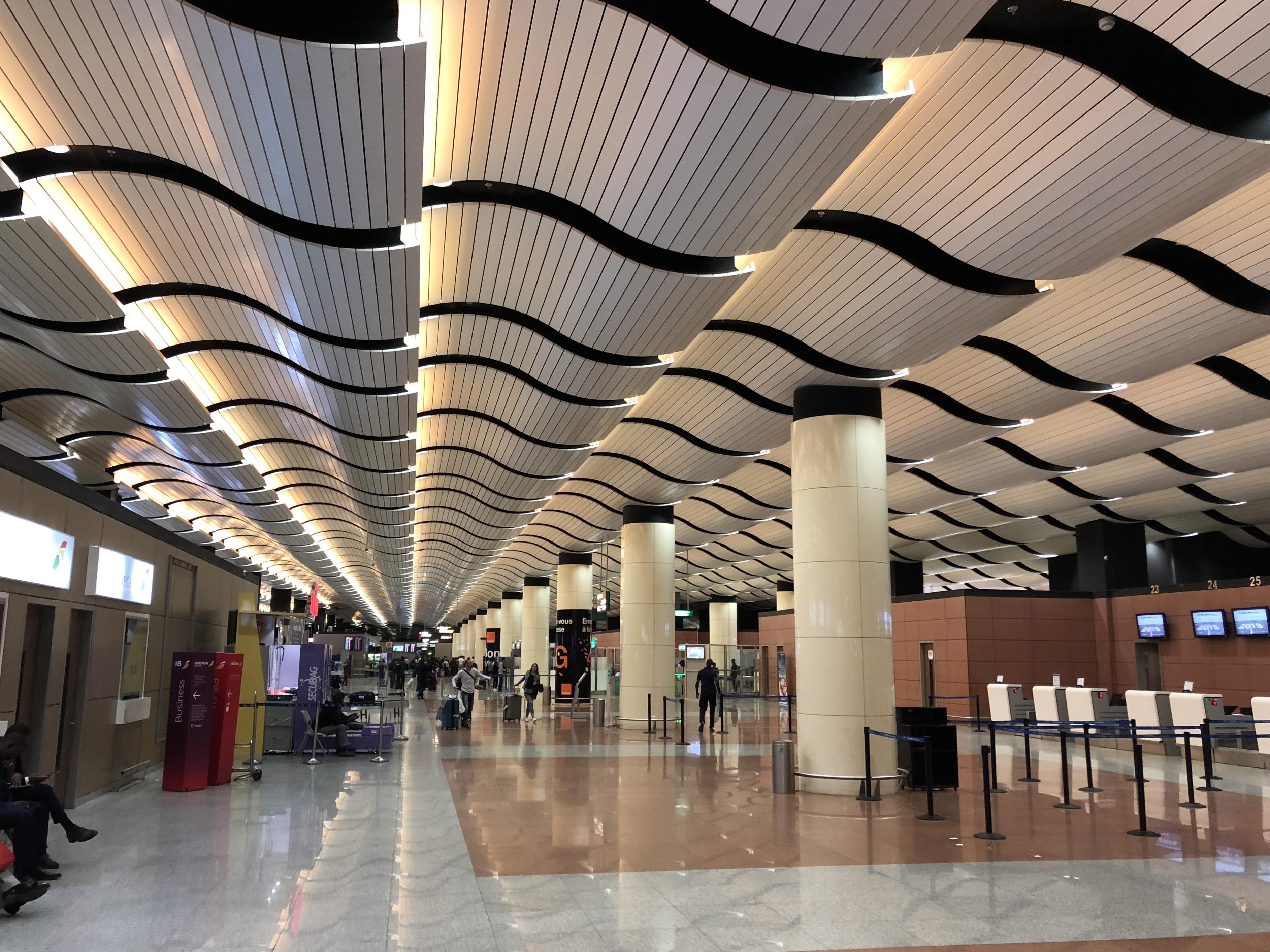
Check-In-Bereich des Flughafens Dakar-Blaise Diagne

Der Aéroport International Blaise Diagne (IATA-Code: DSS, ICAO-Code: GOBD) ist der internationale Hauptflughafen der senegalesischen Hauptstadt Dakar. Der Flughafen wurde am 7. Dezember 2017 eröffnet. Er hat den Flughafen Dakar-Léopold Sédar Senghor abgelöst, da dieser den Ansprüchen an steigende Passagierzahlen und Frachtraten nicht mehr genügte.
Der neue Flughafen liegt 45 Kilometer südöstlich von Dakar, in der Nähe der in der Region Thiès gelegenen Gemeinde Diass (auch Ndiass). Er dient als Heimatbasis und Hub der nationalen Fluggesellschaft Air Sénégal.

## Daten
Auf einem Gelände von knapp 1000 Hektar (zum Vergleich: der vorherige Flughafen hatte 600 Hektar) entstehen in zwei Bauabschnitten zunächst eine und später eine zweite Start- und Landebahn von je 3500 Meter Länge und 60 Meter Breite, die auch für die nächste Generation von Großraumflugzeugen ausreichend sind. Dort können bis zu 3 Millionen Fluggäste pro Jahr abgefertigt werden, wobei eine Erweiterungsmöglichkeit auf eine Kapazität von 5 Mio. besteht. Die mögliche Zahl der Starts und Landungen pro Jahr wird von 33.000 auf 80.000 erhöht.

## Betreiber
Die deutsche Fraport AG erhielt 2007 den Auftrag, den Flughafen in Zusammenarbeit mit einem internationalen Konsortium über einen Zeitraum von 25 Jahren zu betreiben. Nach einem mehrmonatigen Baustopp, der durch einen finanziellen Konflikt zwischen der Regierung und dem Bauunternehmen Saudi Binladin Group verursacht wurde, hat sich Fraport im Jahr 2015 aus dem Konzessionsvertrag zurückgezogen. Ein Konsortium der türkischen Baufirmen Limak und Summa erhielt daraufhin im April 2016 den Auftrag, die Bauarbeiten im Rahmen eines Unterauftrags der Bin Laden Group zu vollenden. Das Konsortium übernahm auch für einen Zeitraum von 25 Jahren die Aufgaben als Flughafenbetreiber.

## Planung und Bau
Maßgebend für die Entscheidung, einen neuen internationalen Flughafen als Ersatz für den Flughafen in Yoff zu bauen, waren folgende Projektziele:
- bessere Erreichbarkeit für alle Regionen außerhalb der Hauptstadtregion, insbesondere für wichtige Tourismusregionen sowie für den Gemüseanbau- und Fischereisektor;
- Beseitigung der Risiken und gegenseitigen Beeinträchtigungen durch die Urbanisierung der unmittelbaren Umgebung des derzeitigen Flughafens;
- Schaffung eines Flughafens auf internationalem Standard, der den geopolitischen Ambitionen des Landes und der Hauptstadt entspricht und in Synergie mit der für den Standort Yoff geplanten Geschäftsstadt steht;
- dem Luftverkehr mehr Sicherheit, Servicequalität und erweiterte Geschäftsfelder zu bieten;
- Senegal zu einem Luftfahrt-Drehkreuz zwischen den Kontinenten zu machen;
- die Voraussetzungen schaffen, um im Jahr 2010 1,5 Millionen Touristen pro Jahr zu erreichen;
- Entwicklung der Exporte, um künftig eine Führungsrolle im regionalen Luftraum zu übernehmen;
- Schaffung der notwendigen Flächen für die Entwicklung industrieller Aktivitäten, für die der Senegal gewisse Wettbewerbsvorteile hat (Handling, Catering, Flugzeugwartung, Ausbildungsstätten usw.).

Grundsteinlegung war Anfang April 2007 in Anwesenheit des senegalesischen Staatspräsidenten Abdoulaye Wade und des libyschen Staatspräsidenten Muammar al-Gaddafi. Die Inbetriebnahme wurde mehrmals verschoben, Eröffnungstermine im 2. Halbjahr 2012, im November 2014 und im Juli 2015 konnten nicht eingehalten werden. Im Oktober 2015 waren von den Bauarbeiten laut Medienberichten 85 Prozent abgeschlossen. Als im April 2016 bekannt wurde, dass die beiden türkischen Unternehmen Limak und Summa die Ausschreibung zum Fertigbau und Betrieb des Flughafens gewonnen haben, wurde jedoch nur „über 70 %“ berichtet. Im November 2016 wurden die Bauarbeiten wieder aufgenommen und im Dezember 2017 abgeschlossen.
Ursprünglich wurde von Baukosten in Höhe von 160 Mio. Euro ausgegangen. Das Langzeit-Finanzierungsbudget, das im September 2011 nachbewilligt wurde, umfasste 265 Mrd. Francs CFA, umgerechnet 406 Mio. Euro. Zusammen mit den geschätzten Baukosten etwa 566 Mio. Euro. Bis zur Eröffnung im Dezember 2017 hat der Bau 525 Millionen Euro gekostet.

## Verkehrsanbindung
Der Flughafen ist über die mautpflichtige Autoroute 1 von Dakar aus zu erreichen.
Im Dezember 2016 begann der Bau einer normalspurigen Zweigstrecke vom Stadtzentrum Dakars zum 55 Kilometer entfernten neuen Flughafen. Die Eröffnung war für Ende 2018 geplant. Am 14. Januar 2019 wurde ein erstes Teilstück der mit 160 km/h befahren Strecke, zwischen Dakar und Diamniadio, in Betrieb genommen, die übrige Strecke bis zum Flughafen sollte bis 2020 folgen.

## Namenspatron

Business Class Lounge "Salon Odyssée" am Flughafen von Dakar

Der Flughafen wurde nach Blaise Diagne, einem senegalesischen Politiker, benannt. Dieser wurde 1914 als erster Afrikaner in die französische Nationalversammlung gewählt.